# Sylvia Papházy
Sylvia Martinowsky-Papházy (* 12. August 1962 in Wien als Sylvia Papházy) ist eine österreichische Juristin und ehemalige Politikerin (FPÖ). Papházy war von 1999 bis 2002 Abgeordnete zum Nationalrat.

## Ausbildung und Beruf
Sylvia Martinowsky-Papházy besuchte nach der Volksschule das Akademische Gymnasium in Wien und legte dort 1980 die Matura ab. Sie studierte im Anschluss Rechtswissenschaften an der Universität Wien und schloss ihr Studium 1985 mit dem akademischen Grad Dr. iur. ab. Papházy absolvierte zudem ein Executive MBA-Studium (Master of Business Administration) und absolvierte von 1997 bis 1998 ein IMADEC-CSUH Studium. 
Martinowsky-Papházy absolvierte ihre Gerichtspraxis bei einem Rechtsanwalt und war dort von 1985 bis 1986 auch als Konzipientin tätig. Sie arbeitete von 1987 bis 1988 bei einer Versicherung und baute von 1988 bis 1999 eine Seminarorganisation (Manz-Seminare) auf. Zudem war sie von 1991 bis 1999 Mitglied der Geschäftsleitung des Manz Verlages. Nach dem Ende ihrer politischen Laufbahn im Nationalrat arbeitete Martinowsky-Papházy für die Volksanwaltschaft Wien.

## Politik
Martinowsky-Papházy kam als Quereinsteigerin in die Politik und war von 29. Oktober 1999 bis 19. Dezember 2002 Abgeordnete zum Nationalrat. Als Schwerpunkte ihrer Tätigkeit als Abgeordnete nannte sie die Bereiche Wissenschaft, Bildung und Unterricht.

## Privates
Martinowsky-Papházy hat eine Tochter.